# Toccata e fuga in Re minore
La toccata e fuga in Re minore è un'opera per organo di Johann Sebastian Bach (BWV 565), nonché una delle più celebri composizioni di musica barocca.

## Origini
Si tratta di un lavoro composto da Bach non ancora ventenne, fra il 1702 ed il 1703, scritto su misura con l'organo che venne costruito per la Chiesa Nuova di Arnstadt. Bach inaugurò questo strumento con un concerto proprio nel 1703. Sono evidenti le influenze nordeuropee che caratterizzano la composizione.

## Struttura
La struttura è quella tipica della Germania settentrionale: un'apertura di carattere libero (la toccata), il corpo centrale della composizione (la fuga) e una coda anch'essa di carattere libero (di nuovo in forma di toccata).

### Toccata

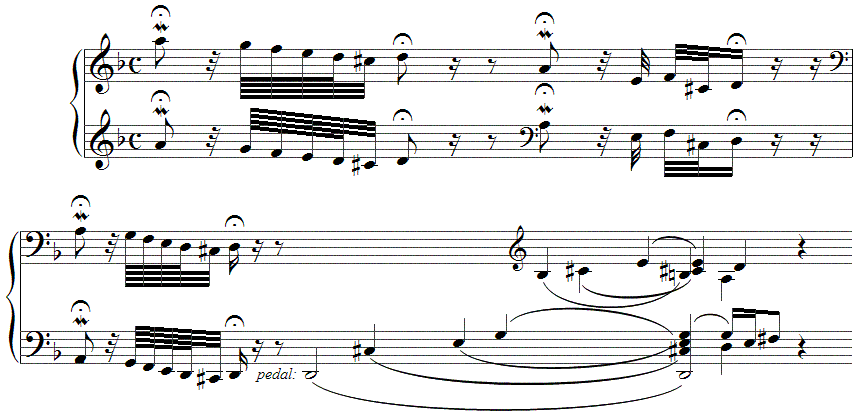
Le prime note della toccata.

Il celebre mordente inferiore sulla dominante (nota La) con cui si apre la toccata è universalmente conosciuto anche a quanti non ascoltano musica classica. I raddoppi all'ottava, utilizzati per sopperire alla mancanza di un registro di 16 piedi al manuale dell'organo di Arnstadt, costituiscono un caso raro nella produzione organistica bachiana e sono un'invenzione decisamente creativa per poter creare l'effetto del tipico plenum nordeuropeo.
Il motivo iniziale è proposto tre volte, la seconda con variazione e la terza all'ottava inferiore; il pedale ribadisce quindi la tonica, e i registri manuali vi costruiscono, una nota la volta, un accordo di settima diminuita (Do diesis), che risolve in un Re maggiore (cioè con Terza Piccarda che, invece di dare un colore triste e cupo - a causa del Re minore -, è una cadenza che conclude su un tono gioioso che infonde speranza). Seguono tre brevi passaggi, ognuno dei quali propone un breve motivo doppiato all'ottava, quindi un nuovo accordo di settima diminuita che risolve in Re minore. La seconda sezione della toccata è un insieme di virtuosismi; il pedale è modulato alla dominante (La minore). Si giunge alla terza sezione della toccata, un passaggio doppiato alla sesta alla maniera della prima sezione. Dopo un breve passaggio virtuosistico al pedale, un accordo di Re minore chiude la sezione.
La toccata, che ha un evidente impianto improvvisativo, alterna parti manualiter in Prestissimo a potenti accordi in Adagissimo, che ben rappresentano lo stile compositivo del giovane virtuoso. Le parole di Johann Nikolaus Forkel, primo biografo di Bach, che descrivono il giovane compositore, sono assolutamente perfette per riassumere quest'opera: "[gli piaceva] correre lungo la tastiera e saltare da un capo all'altro di essa, premere con le dieci dita quante più note possibile, e proseguire in questo modo selvaggio fino a che per caso le mani non avessero trovato un punto di riposo".

### Fuga
Anche se la composizione ricorda molto una improvvisazione, è ravvisabile una certa omogeneità che unisce la toccata alla fuga: il tema di quest'ultima, infatti, è figlio dell'esordio che apriva la toccata. La sua struttura non è particolarmente severa ed è ancora lontana dalla maturità del Bach di Weimar.
La fuga è a quattro voci, basata su un soggetto composto di semicrome che implica un pedale in contrapposizione a un breve soggetto prima discendente, poi ascendente. Una struttura violinistica tipica della musica barocca e nel dettaglio anche di quella di Bach.
La risposta, contrariamente a quanto ci si aspetterebbe, è nella sottodominante. Anche se la fuga dovrebbe essere, tecnicamente, a quattro voci, la maggior parte degli episodi ne usano solo tre, alcuni due e alcuni interludi addirittura uno solo, notato come due. Sebbene la fuga si serva principalmente di semplici melodie triadiche, un soggetto è inaspettatamente esposto in Do minore e, soprattutto, vi è un celebre assolo di pedale (il che è un unicum del repertorio barocco). La fuga, prima della successiva coda, è conclusa da un accordo di Si bemolle maggiore.

### Coda
Sebbene non sia tecnicamente una sezione della composizione, la coda si discosta dalla Fuga per il carattere improvvisativo, sullo stile della Toccata. Molto breve (solo 17 battute), contiene ben cinque cambi di tempo. È conclusa da una cadenza plagale minore. Infatti, la sequenza finale inizia con un accordo di Re maggiore settima, seguito da un IV grado (con la figura del ritardo che poi si sussegue), VII grado, I grado (Re minore); prosegue con la minore (il V grado cioè l'accordo di dominante della tonalità, con do naturale che esegue, efficacemente, il ritardo) che, invece di andare alla tonica (Re min), procede con l'accordo successivo al VI (con ritardo), cioè Si bemolle maggiore (che dà un forte senso di speranza e coraggio). Si tratta di una cadenza interrotta. L'accordo successivo è IV (sottodominante), Sol minore che, poi, finalmente, risolve alla tonica. L'accordo da IV a I è la cadenza plagale summenzionata.
La composizione termina in Re minore, a infondere la sensazione di malinconica, seppur maestosa, compiutezza e pace.

## L'opera nella produzione bachiana
Se il giovane Bach era assai attratto da questo genere di composizioni, maturando egli si allontanò sempre più da uno stile che iniziava a reputare indisciplinato e fine a sé stesso. Dapprima l'incontro con Buxtehude quindi lo studio della musica di Vivaldi ebbero su di lui una grande influenza. Egli abbandonò ben presto le sue passioni giovanili e si concentrò su opere più dense e complesse. Citando nuovamente il Forkel: «Egli avvertì presto che quell'eterno correre e saltare non l'avrebbe portato a nulla; che erano necessari l'ordine, la connessione e la relazione delle idee». È quindi naturale supporre che Bach valutasse questa e altre sue opere coeve come primordiali esperimenti che non potevano essere in alcun modo considerati rappresentativi della sua scienza musicale; non stupisce, dunque, che l'ultra-perfezionista Bach non abbia mai rivisto la toccata e fuga in re minore (contrariamente a quanto avvenuto, per esempio, con la passacaglia e tema fugato in do minore BWV 582) e che di essa non ci siano giunte copie autografe.

## Dubbi sull'attribuzione
Il musicologo Peter Williams sottolineò, nel 1981, una serie di problemi stilistici tali da rendere dubbia l'attribuzione a Bach di questo lavoro:
- Raddoppi in ottava nella parte iniziale della Toccata, non unici, ma nemmeno frequenti nella produzione bachiana (si veda ad esempio la Fuga a due voci in mi minore, dal primo libro del Clavicembalo ben temperato, o il Preludio in Do maggiore, BWV 547, per organo-battuta conclusiva)
- Risposte alla sottodominante nella fuga (caso unico nell'opera bachiana).
- Esposizione del soggetto da parte della pedaliera, senza accompagnamento delle altre voci (caso unico).
- Mancanza di un controsoggetto nella fuga, sostituito da terze e seste parallele, 'alla maniera del violino'
- Conclusione del brano con una cadenza plagale minore seguita, anziché da un accordo maggiore, da uno minore.

Poiché alcune di queste caratteristiche (contrappunto inesistente, assolo del pedale nella dichiarazione del tema, largo uso dell'arpeggio, soggetto della fuga scritto secondo la tecnica violinistica detta bariolage) erano tipiche della musica dell'epoca, Williams concluse che il lavoro potrebbe essere stato composto non da Bach, ma da un suo contemporaneo o da un compositore successivo che cercò di imitare lo stile barocco, oppure, dato che altre caratteristiche (come i raddoppi in ottava della parte iniziale) sono a volte presenti nelle trascrizioni delle opere di Bach, il pezzo potrebbe essere stato una cattiva trascrizione di un perduto brano di Bach, forse per violino.
Successivamente un altro studioso, David Humphreys, ha attribuito la composizione a Johann Peter Kellner (1705-1772).

## Trascrizioni
Ampia è la lista delle trascrizioni e degli adattamenti composti, che spaziano dal clavicembalo al violino, passando per pianoforte, orchestra, ma anche liuto o fisarmonica. Le più note sono quelle per piano di Ferruccio Busoni, caratterizzata da un virtuosismo letteralmente trascendentale, e quella per orchestra di Leopold Stokowski, resa celebre anche dal film Fantasia.
La Toccata e Fuga è stata sfruttata anche in altri generi, come rock, jazz, heavy metal e techno: Jon Lord, Jacques Loussier, Yngwie Malmsteen, Vanessa Mae, Dave Stewart (tastierista) hanno infatti re-interpretato il celeberrimo brano.
Nel 1993 Salvatore Sciarrino ha realizzato un arrangiamento per flauto solo. Una versione per corno solista fu arrangiata da Zsolt Nagy ed eseguita da Frank Lloyd. Un'altra versione per viola sola è stata arrangiata e registrata da Marco Misciagna. A metà degli anni '90, Fred Mills, allora trombettista della Canadian Brass, creò un adattamento per quintetto di ottoni che divenne uno standard mondiale per gli ensemble di ottoni.

## Discografia essenziale
La toccata e fuga è da sempre uno dei brani più incisi dagli organisti. Qui, in ordine cronologico, alcuni CD che la contengono:
- 1956 - Karl Richter 45 giri pubblicato in Francia (Deutsche Grammophon – 121 693); nell'album Bach and Liszt – Organ Recital (Decca Records – LXT 5110), pubblicato nel Regno Unito, Stati Uniti d'America e Germania
- 1956 - Helmut Walcha, al piccolo organo della chiesa di san Giacomo a Lubecca, nell'album Johann Sebastian Bach  (Archive Production – APM 14509), pubblicato nel Regno Unito e Stati Uniti d'America
- 1958 - André Marchal EP pubblicato in Spagna (Erato – HE 64-05); album del 1966 J. S. Bach (Erato – EFM 8011), pubblicato in Francia e Italia
- 1958 - Fernando Germani nell'album Bach Organ Music (Capitol-EMI – G 7111), pubblicato in Canada e Stati Uniti d'America
- 1963 - Marie-Claire Alain, nell'album The Great Works for Organ of J.S. Bach Vol. 1 (Columbia Records – OS-3334), pubblicato in Giappone
- 1965 - Eberhard Fölster nell'album Bach - Recital de organo all'organo della chiesa Cristo Re di Amburgo (Germania) (Harmony – S 51040), pubblicato in Messico, Paesi Bassi, Brasile e Francia
- 1971 - Giuseppe Zanaboni al grande organo Tamburini di santa Maria dei Servi in Bologna, nell'album J. S. Bach (Phase 6 Super Stereo – VPAS 891), pubblicato In Italia e Spagna
- 1971 - Jean Guillou registrato nella chiesa di sant'Eustachio a Parigi, nell'album Tresors classiques (Philips – 6504 022), pubblicato in Francia
- 1972 - Fritz Kermann (45 giri) (Fonit – JBF 417)
- 1975 - Andre Carr Orchestra e Coro, singolo (Harmony – H 6003); album From Movies (Harmony – LPH 8006), pubblicato in Italia, Turchia e Brasile
- 1977 - Daniel Chorzempa nella compilation Bättre Ljud (Svenska HiFi Institutet – Testskiva 2), pubblicata in Svezia
- 1984 - Ton Koopman, organo di Rudolf Garrels, registrato nella Chiesa Grande a Maassluis (Paesi Bassi) 1983 (Archiv Produktion – 410 999-1)
- 1985 - Paul Mauriat nell'album Classics in the air, pubblicato in Perù, Venezuela, Giappone, Grecia, Portogallo e Canada (Philips – 8260721.3)
- 1985 - Gustav Leonhardt, all'organo Christian Müller, della Waalse Kerk ad Amsterdam nel doppio album Johann Sebastian Bach - Orgelwerke (Sonocord – 26513-2), pubblicato in Germania
- 1988 - Otto Winter nell'album Johann Sebastian Bach - Meisterwerke auf der orgel (Pilz Media Group – CD 65003)
- 1989 - Simon Preston, all'organo Klais, della Klosterkirche a Bonn, nell'album Johann Sebastian Bach (Deutsche Grammophon - 427 668-2)
- 1993 - K-Tech (singolo) (Klassy - Co – KSSY 9321)
- 1997 - Claudio Simonetti, nell'album "Classics in rock" (HM – CD HM 012)